# Caratteri cinesi tradizionali
I caratteri cinesi tradizionali（繁體字T, 繁体字S, fántǐzìP, lett. "Forma complicata dei caratteri"）sono, insieme ai caratteri semplificati（簡體字T, 简体字S, JiǎntǐzìP, lett. "Forma semplice dei caratteri"), uno dei due modi di scrittura dei caratteri cinesi. L'aggettivo "tradizionali" è da considerarsi un'attribuzione piuttosto recente, in quanto non esisteva fino al 1950. È in questo periodo che il governo cinese introduce ufficialmente un sistema di scrittura semplificato, dando vita alla divisione tra caratteri cinesi tradizionali e caratteri cinesi semplificati.
Il processo di semplificazione dei caratteri comporta la diminuzione dei tratti dei logogrammi oppure la reinvenzione completa di alcuni caratteri, al fine di avere un modello di scrittura più semplice e fruibile. I caratteri semplificati sono impiegati in tutta la Cina continentale e a Singapore, mentre i caratteri cinesi tradizionali vengono tuttora usati a Taiwan, Hong Kong e Macao. A Taiwan sono noti come 正體字 (Zhèngtǐzì, "Forma corretta dei caratteri") e i semplificati come 匪字 ("Caratteri fuorilegge") .

## Storia

### Origini mitiche
Secondo un'antica leggenda cinese, fu Cangjie (仓颉), lo storiografo dell'Imperatore Giallo, a creare i caratteri cinesi.
Si narra che l'Imperatore Giallo avesse commissionato a Canjie il compito di creare un sistema di scrittura. Questi, recatosi in riva a un fiume per cercare ispirazione, vide volare una fenice che lasciò cadere davanti ai suoi piedi uno strano oggetto. Era il calco dell'impronta di un animale, ma Canjie non fu in grado di identificarne l'identità. Un cacciatore che si trovava nei paraggi gli disse che l'impronta apparteneva a un animale mitologico chiamato pixiu (貔貅). Questo avvenimento ispirò molto Canjie, il quale cominciò a pensare che se fosse riuscito a “catturare” le particolari caratteristiche di ogni cosa presente sulla terra, allora avrebbe potuto creare un sistema di scrittura simbolico. Iniziò a osservare tutto ciò che lo circondava: terra, acqua, cielo, flora e fauna, prestando grande attenzione alle peculiarità di ogni cosa ed è così che nacquero i caratteri cinesi.

### Origini storiche

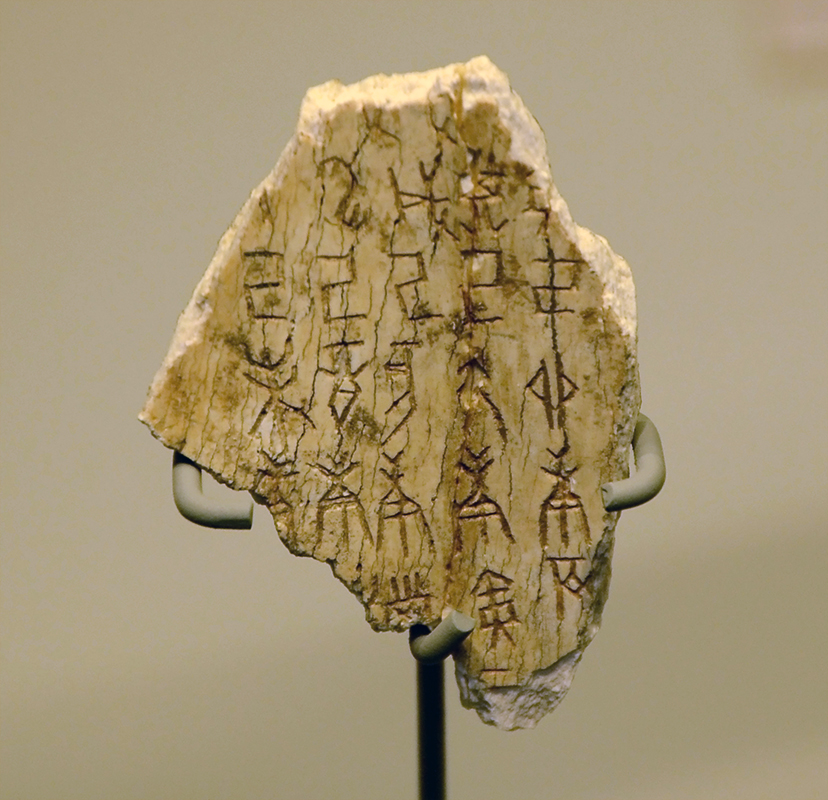
Ossa oracolare

Fonti storiche fanno risalire la nascita della scrittura cinese alla dinastia Shang (商朝) (ca. 1600 a.C. – 1046 a.C.).
Sono state trovate tracce di caratteri cinesi sui manufatti in bronzo e sulle ossa di animali (甲骨文) che gli Shang usavano per compiere riti divinatori.
La scoperta avvenuta negli anni Cinquanta del secolo scorso ad Anyang (安阳) di numerosi carapaci di tartaruga ha dimostrato la pratica comune delle popolazioni dell'epoca di divinare gusci di testuggini e scapole animali; le iscrizioni riportano la data e l'argomento della divinazione e talvolta vi è incisa anche la risposta ottenuta dalla predizione. Le incisioni di epoca Shang costituiscono quindi un primo consistente corpus di caratteri cinesi che si svilupperanno nel corso del tempo.

## Sviluppo

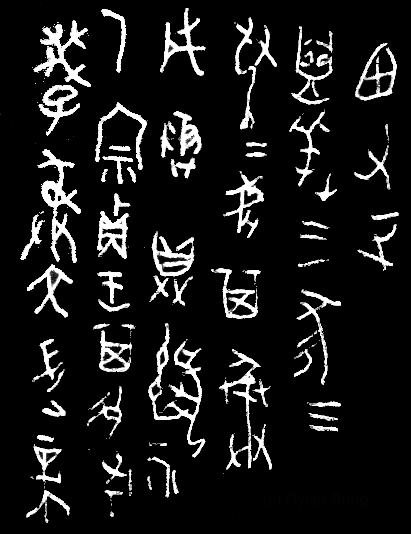
Iscrizione di epoca Zhou

### Dinastia Zhou
Con l'avvento della dinastia Zhou (周朝) (ca. 1046 a.C. – 770 a.C.) le incisioni vengono fatte su recipienti in bronzo con diverse funzioni e dimensioni. La scrittura, i cui caratteri derivano dagli Shang, viene usata anche per pratiche non puramente rituali. Soprattutto nell'ultimo periodo della dinastia Zhou, chiamato Primavere e Autunni, si assiste a una semplificazione della scrittura, che comincia a perdere alcune delle sue qualità pittoriche, poiché l'uso dei caratteri ora è più diffuso e si necessita di una maggiore linearità e semplicità.
Nell'era successiva, detta degli Stati Combattenti (战国), la scrittura si diffonde a tutti i livelli della società, diventando ancora più semplificata. Inoltre, per via della forte divisione politica del tempo tra uno stato e l'altro i caratteri vedono una grande diversificazione. Lo stile di scrittura della dinastia Zhou è detto «grande sigillo», 大篆 dàzhùan ed è caratterizzato da linee curve e sinuose.

### Dinastia Qin
La dinastia Qin (秦朝) (221 a.C. – 206 a.C.) segna la nascita della Cina imperiale. Nel 221 a.C. Qin Shihuangdi (秦始皇帝) unifica la Cina e si proclama imperatore. Il suo governo corrisponde a un periodo di grandi e importanti riforme che interessano anche il sistema di scrittura. Al primo ministro Li Si (李斯) viene commissionato il compito di modificare i caratteri esistenti e di creare una lista di 3300 caratteri ufficiali. Essi verranno imposti a tutto l'impero, dando vita al primo sistema di scrittura unificato della Cina. Lo stile del «grande sigillo» viene sostituito con quello del «piccolo sigillo», 小篆 Xiǎozhuàn, in cui i tratti sono più dritti e le curve all'interno dei caratteri vengono sostituite da angoli retti. Questo stile si allontana ulteriormente dai pittogrammi iniziali e grazie alla sua maggiore linearità permette una migliore leggibilità. Il «piccolo sigillo» resta comunque difficile da scrivere per via delle limitazioni tecniche dell'incisione su pietra, per questo il “sigillo” subirà un'ulteriore trasformazione per essere adattato alla scrittura su seta con il pennello. Nasce così lo «stile dei funzionari».

### Dinastia Han
Con l'avvento della dinastia Han (汉朝) (206 a.C. – 220 d.C.) si hanno grandi progressi letterari e scientifici.

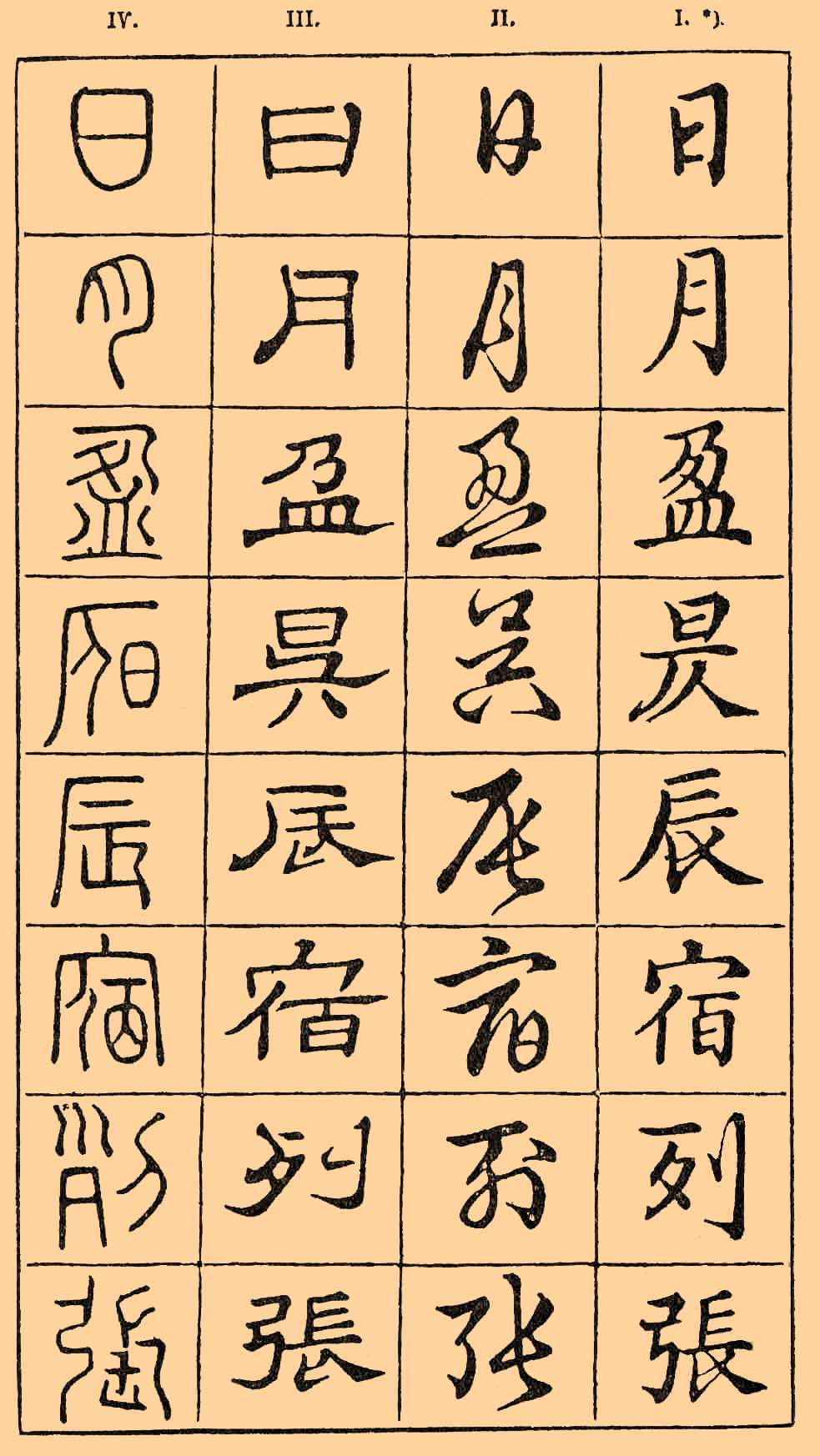
Evoluzione dei caratteri

La scoperta della carta prodotta usando corteccia di alberi o stracci permette di avere un nuovo supporto per la scrittura. Lo «stile dei funzionari» resta quello prevalente nel primo periodo della dinastia, fino ad arrivare al I secolo a.C., quando appare una forma di scrittura più regolare, ottenuta grazie a un tratto più ondulato nella scrittura con il pennello: il 隸書 lìshū, (o «stile amministrativo»). Questo stile si diffonde rapidamente in tutti i livelli della società diventando la forma di scrittura standard degli Han. Il passaggio dallo stile del sigillo allo stile amministrativo, probabilmente è la transizione più importante della scrittura cinese nel corso della storia: da una forma di scrittura semplificata dove comunque si possono distinguere le origini pittoriche dei caratteri, si passa a una forma convenzionale con caratteri più lineari e facili da scrivere.
In questo periodo appaiono anche delle forme corsive, ampiamente usate durante la dinastia Han, soprattutto come scrittura informale e di supporto per la stesura di lettere. I tratti sono uniti liberamente, così da poter scrivere in maniera più rapida. Queste forme di scrittura più tardi vengono conosciute come zhāngcăo, ossia “scrittura delle erbe”.
A partire dallo stile amministrativo degli Han, verrà successivamente creato lo «stile regolare» 楷書 kàishù, ossia la scrittura standard in uso ancora oggi. In contemporanea inizia a svilupparsi una forma classica della scrittura corsiva, il jīncăo (corsivo moderno). In questo stile vengono fatte ulteriori semplificazioni e abbreviazioni, fino ad arrivare ad avere forme grafiche completamente differenti, talvolta difficili da leggere e quindi poco pratiche. Probabilmente è per questo motivo che si diffonde un'altra forma di scrittura chiamata xíngshū, «scrittura corrente», con molte caratteristiche della scrittura corsiva, ma allo stesso tempo vicina allo stile regolare-kàishù.

### Dinastie successive
Con la fine della dinastia Han e l'avvento di nuovi governi, la scrittura continua a evolversi e i caratteri diventano sempre più numerosi. Questo perché i nuovi dizionari, oltre ai nuovi morfemi che si sviluppano di anno in anno, includono tutte le parole presenti nei testi antichi (anche se talvolta alcune erano già cadute in disuso), molte espressioni dialettali e persino nuovi termini stranieri. Il dizionario contenente il più vasto corpus di caratteri compilato prima dell'avvento dei tempi moderni è il Jiyun. Questo vocabolario, composto da un gruppo di letterati durante la dinastia Song è stato pubblicato nel 1039 e contiene 53.525 caratteri.

## Studio della lingua
Con la duratura dinastia Han si vede la nascita di uno studio sistematico della scrittura cinese. Il filologo Xu Shen (许慎) è l'autore del primo dizionario cinese contenente anche l'analisi dei caratteri: lo shuōwén jiězì (说文解字) traducibile come “spiegazioni sui caratteri semplici e analisi dei caratteri composti”. 

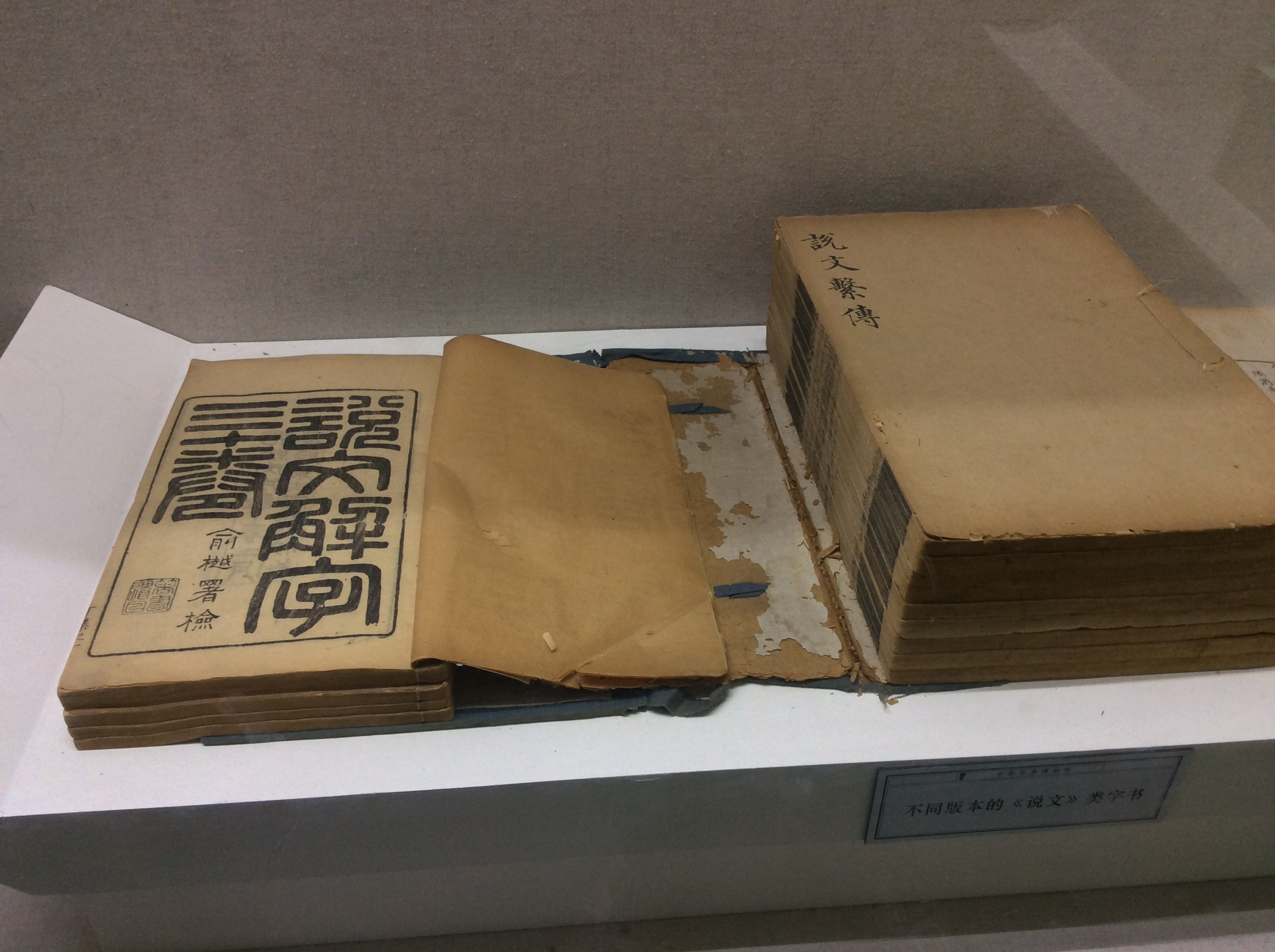
Shuowen Jiezi - Chinese Dictionary Museum

Lo Shuowen Jiezi di Xu Shen si compone di un'introduzione e quindici capitoli e contiene complessivamente 9.353 caratteri, tra morfemi e loro varianti grafiche.
Obiettivo di Xu Shen è quello di ordinare i caratteri, attribuendo a ogni morfema il corretto significato e utilizzo, così da evitare disambiguazioni. 
Per far ciò, lo studioso divide i caratteri in due categorie principali: i “wén” 文 o caratteri semplici non composti, e gli “zì” 字, ossia caratteri composti. I caratteri cosiddetti “wén” sono costituiti da un unico carattere irriducibile (come se fossero dei numeri primi), mentre gli “zì” sono composti da due o più componenti (che spesso sono dei wén). Al fine di analizzare correttamente i vari morfemi, Xu Shen divide poi i caratteri in sei categorie:
- Xiàngxīng 象形– Pittogrammi: il disegno richiama ciò che rappresenta, ad esempio 人 rèn (uomo) e 木 mù (albero)
- Zhǐshì 指事 – Ideogrammi: il pittogramma richiama un'idea astratta o il concetto che si vuole esprimere attraverso un simbolo o un'immagine, ad esempio 一 yi (uno), 二 èr (due),  上 shàng (su) e 下 xià (giù)
- Huìyì 会意 – Combinazione di significati: più caratteri combinati per creare nuove parole o concetti, ad esempio 從 cóng (seguire o seguaci), rappresenta due uomini che camminano uno dietro l'altro; 囚 qiú (prigioniero) è un uomo circondato da mura; 林 lín (foresta), sono due alberi affiancati.
- Xíngshēng 形声 – Forma e suono: caratteri che composti da una componente sonora e una componente di significato, ad esempio 媽 mā (usato per formare la parola 女媽-madre) la componente destra 馬 viene pronunciata mǎ e significa "cavallo" [in questo caso questo è l'elemento fonetico], mentre la componente sinistra 女 nǚ, significa "donna" [è l'elemento di significato].
- Jiějiè – Prestiti fonetici:  caratteri che in origine avevano un significato totalmente diverso; questo perché nella Cina antica un carattere era usato per indicare più significati e spesso quando un carattere cadeva in disuso, quello più utilizzato ne prendeva in prestito la scrittura. Ad esempio il carattere 來 lai inizialmente indicava “frumento" ed era usato anche per esprimere il verbo "venire". La poco usata traduzione di “frumento” del morfema 來 cade in disuso, così ora 來 lai traduce "venire", mentre "frumento" viene reso con 麥 mài.
- Zhuănzhù 专注: questa classificazione ha un significato ancora oggi controverso; tuttavia si può definire come una classificazione puramente storica che fa riferimento a caratteri con la stessa radice etimologica ma che si sono distinti per pronuncia e significato. Ad esempio 老 lao (vecchio) e 考 kao (prova, esame).[10]

## Diffusione

### Vietnam
In Vietnam (越南), i sinogrammi (detti chữ nôm) sono stati usati dalle classi colte fino all'inizio del Novecento, quando furono ufficialmente aboliti in favore dell'alfabeto latino importato dai missionari francesi. Grazie a quest'ultimo, i vietnamiti riuscirono in breve tempo a imparare a leggere e scrivere durante l'alfabetizzazione di massa. I caratteri vietnamiti includono sia quelli creati dai cinesi, sia quelli inventati dai vietnamiti per indicare oggetti o parole presenti solo in vietnamita. I caratteri inventati esistono anche in giapponese e coreano. Mentre in Corea e Giappone i sinogrammi si sono affiancati ad altri alfabeti dopo una prima fase in cui katakana, hiragana e hangeul non esistevano, in Vietnam i chữ nôm non erano affiancati dall'alfabeto. Inoltre dei caratteri avevano un diverso significato e utilizzo rispetto a quello cinese originario: per esempio, 吧 "ba" in cinese è una particella che, tra i vari significati, include l'invito enfatico, mentre in vietnamita è la congiunzione coordinante "e", che si pronuncia "va".

### Corea

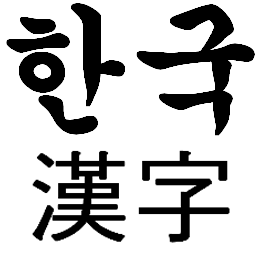
Hangul e Hanja

L'influenza politica e sociale dell'impero cinese si diffonde raggiungendo anche i territori confinanti come la penisola coreana (朝鲜半岛). In Corea i nobili e i funzionari si recavano in Cina per studiare, poiché fino al XV non esisteva un sistema di scrittura e il coreano era solamente una lingua parlata. Questo rende inevitabile l'introduzione all'interno della lingua coreana di un vasto numero di ideogrammi cinesi che venivano usati dall'élite istruita, anche per vantarsi delle proprie conoscenze linguistiche. I caratteri “importati” dalla Cina vengono chiamati hanja ed entrano in modo prorompente nella cultura coreana. Per secoli dunque, se in Corea si voleva esprimere un proprio pensiero, un'idea o far valere le proprie ragioni in forma scritta, era necessario ricorrere agli hanja.
È solo con il re Sejong (世宗) (1397 – 1450) che la Corea vede la nascita di un proprio alfabeto. Nel 1420 nasce ufficialmente l'hangeul, ossia l'alfabeto coreano, creato per rendere possibile l'alfabetizzazione delle masse prima escluse dall'utilizzo degli Hanja da parte di nobili e funzionari. Tuttavia, nonostante la creazione di questo alfabeto, gli hanja continuano a mantenere un ruolo importante nella burocrazia e nel governo, poiché le alte classi sociali non volevano rinunciare al potere che l'uso esclusivo del cinese conferiva loro.

### Giappone
L'influenza della Cina arriva anche in Giappone (日本), dove cominciano a diffondersi i caratteri cinesi tramite la Corea. Ne è testimonianza l'annale storico Nihongi dell'anno 720, in cui si narra di una spedizione di sutra e di una statua di Buddha al re giapponese Kimmei, avvenuta nel 522 da parte del sovrano coreano Syöng-Myöng.
In principio i caratteri cinesi vennero usati semplicemente per il loro valore fonetico, senza distinzioni del significato, per rappresentare i fonemi Giapponesi, questo sistema primitivo era chiamato man'yōgana (10.000 caratteri) mentre invece i nobili e reali erano in grado di leggere e scrivere in cinese classico, considerato più elegante.
Nel Periodo Nara, prima del termine 日本 (Nippon), il kanzi usato in Cinese Classico per rappresentare il Giappone, usato anche dal Giappone era 倭 (WA, letto anticamente nella pronuncia kun'yomi come Yamato, ricostruito in pronuncia come /jamatə/ o /hwa/ dalla pronuncia Cinese), letteralmente il carattere significava "nano", il termine era considerato poco adatto in quanto era usato in modo derogatorio dalla Cina per riferirsi al Giappone come a dei barbari non civilizzati e piccoli di statura, per cui l'imperatrice Genmei decise di cambiare il carattere nell'omofono 和 (/hwa/ in Cinese, divenne /ɰa/) in quanto il significato era "armonia" ed rimpiazzò anche 倭 per "Yamato", il carattere però eventualmente cadde in disuso al di fuori del pronome in prima persona antico ワ (我 e 吾; io, noi) nella Man'yoshu, che usava il senso figurato del termine 和, Giappone, per indicare sé stessi, col Kanbun però, il carattere non venne più usato, preferendo il carattere cinese 我 per rappresentare la forma composta われ (io, me, me stesso).
Un esempio di questa applicazione primitiva si ha nella Man'yōshū (万葉集), una raccolta di poesie scritta nel Periodo Nara usando i Man'yōgana (万葉仮名), un esempio è 安 che era usato per la vocale 'A' (あ) o 麻 per 'ma'.

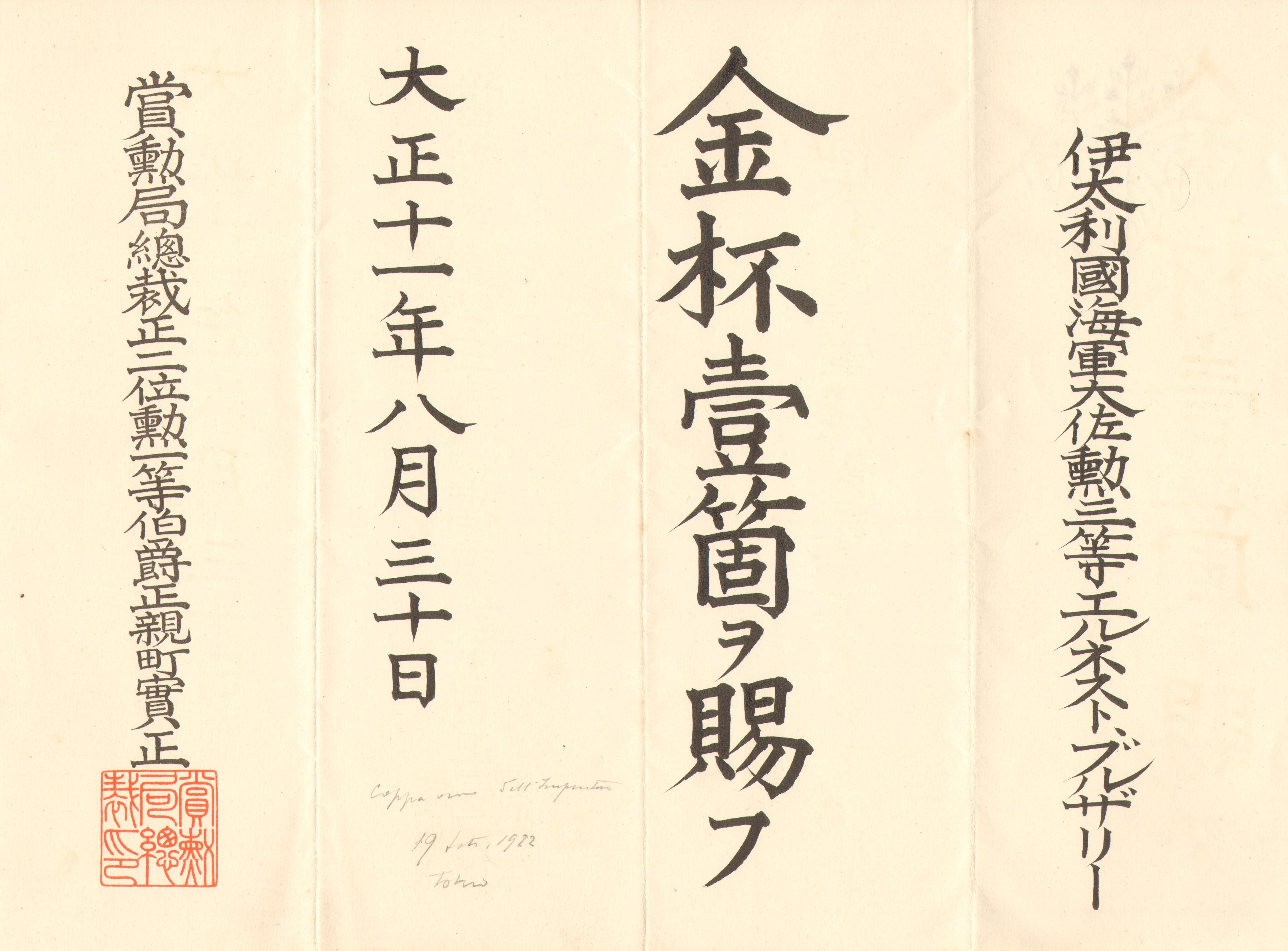
Testo in giapponese pre-bellico, che usava ancora i caratteri cinesi tradizionali, all'inizio, è usato il composto "伊太利", kanji per Italia, oggi scritto in Katakana.「伊太利國海軍大佐勳三等エルネストブルザリー・金杯壹箇ヲ賜フ・大正十一年ハ月三十日・賞勳局總裁等伯爵正親町實正」

Diversi secoli dopo, nel Periodo Heian, dalla scrittura corsiva e regolare dei Man'yo gana, nacquero i sistemi hiragana e katakana, e venne inventato un sistema di scrittura denominato kanbun (漢文 scrittura cinese) che affiancava ai caratteri Giapponesi i caratteri cinesi, usati per il loro significato e non più solo per il suono, anche se ad ogni kanzi gli venne assegnata la lettura Cinese o Giapponese.
Fino al 1946, i Giapponesi hanno usato i caratteri tradizionali Cinesi come Kanji, data in cui vennero introdotti i 'shinjitai' (新字體 forma nuova dei caratteri), catalogati sotto la lista Joyō, molti dei quali assomigliano al Cinese Semplificato, anche se la semplificazione dei caratteri in Giapponese è stata più leggera ed invece la maggior parte dei kanji sono stati lasciati intatti, mentre i Kanji tradizionali divennero noti come Kyujitai (舊字體/ 旧字体 forma antica dei caratteri) e catalogati sotto la lista dei Hyōgaiji (表外字 "Caratteri fuori linea") o Jinmeiyo Kanji (人名用漢字 caratteri cinesi per i nomi di persona).
La maggioranza dei kanji deriva dai caratteri cinesi tradizionali e per questo motivo, oltre ad aver adottato la scrittura dei morfemi, i giapponesi hanno anche mantenuto la pronuncia cinese classica dei caratteri, in seguito adattata alla fonologia della lingua giapponese.
| Man'yogana | Kana | Suono                   |
| ---------- | ---- | ----------------------- |
| 安         | あ   | /a/                     |
| 衣         | え   | /e/→/je/→/e/            |
| 以         | い   | /i/                     |
| 於         | お   | /o/                     |
| 宇         | う   | */u/ > /ɯ/              |
| 加         | か   | /ka/                    |
| 賀         | が   | /ga/, /ŋa/              |
| 麻         | ま   | /ma/                    |
| 知         | ち   | /ti/→/t͡ɕi/              |
| 州         | つ   | /tu/→/t͡sɯ̹̈/              |
| 惠         | ゑ   | */we/ > /ɰe/→/je/→ /e/  |
| 和         | わ   | */wa/ > /ɰa/            |
| 爲         | ゐ   | */wi/ > /ɰi/, /i/       |
| 遠         | を   | */wo/ > /ɰo, o/         |
| 波         | は   | /pa/→/ɸa/→βa/→/ɰa/,/ha/ |

## Oggi
La lingua cinese ha origini molto antiche e il suo sviluppo nel corso dei secoli, nonostante la rivoluzione avvenuta negli anni Cinquanta del secolo scorso nel sistema di scrittura che ha portato alla semplificazione di numerosi caratteri, la scrittura  "tradizionale" sopravvive ancora sull'isola di Taiwan (臺灣/台湾), oltre che ad Hong Kong (香港) e Macao (澳門/澳门). I cinesi chiamano i caratteri tradizionali in vari modi, ognuno dei quali con differenti implicazioni; il governo di Taiwan li definisce ufficialmente “forma corretta dei caratteri” ( 正體字, zhèngtǐzì), il che implica che i caratteri tradizionali siano l'unica forma riconosciuta di essi, difatti fino al 2003 in Taiwan l'utilizzo dei caratteri semplificati era proibito al di fuori di gruppi di studiosi, mentre oggi l'uso è scoraggiato. Viceversa, gli utilizzatori dei caratteri semplificati vi fanno riferimento informalmente come “caratteri vecchi” (老字, lǎozì), con l'implicazione che i caratteri tradizionali sono stati rimpiazzati.

## Caratteri tradizionali più diffusi
Per avere una prima e fondamentale panoramica dei caratteri tradizionali, si offre la tavola dei caratteri tradizionali più diffusi (汉语水平考试，漢語水平考試 Han4yu3 shui3ping2 kao3shi4 HSK1-4 versione 2018) con la traslitterazione pinyin (sistema cifra-tono), il relativo carattere semplificato (简体字，簡體字 jian3ti3zi4) e degli esempi traslitterati e aventi entrambe le grafie.
| Hanzi semplificato 简体字 簡體字 | Hanzi tradizionale 繁体字 繁體字 | Pinyin 拼音 (cifra-tono) | Esempio in caratteri semplificati e tradizionali 有简体字与繁体字的例子 有簡體字與繁體字的例子 yǒu jiǎntǐzì yǔ fántǐzì de lìzi                                                  |
| -------------------------------- | -------------------------------- | ------------------------ | --- |
| 爱                               | 愛                               | ài                       | 爱好，愛好 àihǎo 爱人，愛人 àirén |
| 气                               | 氣                               | qì                       | 不客气，不客氣 búkèqi 生气，生氣 shēngqì |
| 电                               | 電                               | diàn                     | 电吉他，電吉他 diànjítā 电力，電力 diànlì |
| 话                               | 話                               | huà                      | 电话，電話 diànhuà 客套话，客套話 kètàohuà |
| 点                               | 點                               | diǎn                     | 一点墨水，一點墨水 yì diǎn mòshuǐ 一点雨，一點雨 yì diǎn yǔ (!!! sandhi tonale)                                                                                                 |
| 脑                               | 腦                               | nǎo                      | 电脑，電腦 diànnǎo 脑子，腦子 nǎozi |
| 视                               | 視                               | shì                      | 电视，電視 diànshuì 重视，重視 zhòngshì |
| 东                               | 東                               | dōng                     | 东西，東西 dōngxī 东方，東方 dōngfāng |
| 读                               | 讀                               | dú                       | 读书，讀書 dú shū 讀大學，读大学 dú dàxué |
| 对                               | 對                               | duì                      | 对不起，對不起 duìbuqǐ 面对面，面對面 miànduìmiàn |
| 儿                               | 兒                               | ér                       | 儿子，兒子 érzi 事儿，事兒 shìr |
| 饭                               | 飯                               | fàn                      | 吃饭，吃飯 chī fàn ( 吃 può anche avere una forma tradizionale 喫 ) 米饭，米飯 mǐfàn                                                                                            |
| 几                               | 幾                               | jǐ                       | 几，幾 jǐ |
| 机                               | 機                               | jī                       | 机器，機器 jīqì |
| 飞                               | 飛                               | fēi                      | 飞机，飛機 fēijī 飞速，飛速 fēisù |
| 钟                               | 鐘                               | zhōng                    | 分钟，分鐘 fēnzhōng 钟塔，鐘塔 zhōngtǎ |
| 兴                               | 興                               | xìng                     | 高兴，高興 gāoxìng 兴奋，興奮 xìngfèn |
| 个                               | 個                               | ge                       | 个人，個人 gèrén 个子，個子 gèzi (!!! quando è classificatore, perde il quarto tono, diventando neutro "ge")                                                                    |
| 汉                               | 漢                               | hàn                      | 汉字，漢字 hànzì 汉朝，漢朝 hàncháo |
| 语                               | 語                               | yú                       | 外语，外語 wàiyǔ 母语，母語 mǔyǔ (!!! sandhi tonale) |
| 号                               | 號                               | hào                      | 学号，學號 xuéhào 逗号，逗號 dòuhào |
| 码                               | 碼                               | mǎ                       | 号码，號碼 hàomǎ 密码，密碼 mìmǎ |
| 会                               | 會                               | huì                      | 我会说一点儿汉语。 我會說一點兒漢語。wǒ huì shuō yì diǎnr hànyǔ 我姐姐不会滑雪。 我妹妹不會滑雪。wǒ jièjie bú huì xuá xuě                                                       |
| 开                               | 開                               | kāi                      | 开会，開會 kāi huì 打开，打開 dǎkāi |
| 见                               | 見                               | jiàn                     | 看见，看見 kànjiàn 明天见，明天見 míngtiān jiàn |
| 块                               | 塊                               | kuài                     | 一块儿，一塊兒 yíkuàir |
| 来                               | 來                               | lái                      | 未来，未來 wèilái 以来，以來 yǐlái |
| 师                               | 師                               | shī                      | 老师，老師 lǎoshī 师傅，師傅 shīfu |
| 里                               | 裡                               | li, lǐ                   | 哪里，哪裡 nǎli 心里，心裡 xīn lǐ |
| 吗                               | 嗎                               | ma                       | 你好吗？你好嗎？nǐ hǎo ma? (!!! sandhi tonale) 你昨早跟他見面了嗎？ 你昨早跟他见面了吗？ nǐ zuózǎo gēn tā jiàn miàn le ma?                                                      |
| 妈                               | 媽                               | ma, mā                   | 妈妈，媽媽 māma 爸妈，爸媽 bàmā |
| 买                               | 買                               | mǎi                      | 买东西，買東西 mǎi dōngxī 买房子，買房子 mǎi fángzi |
| 猫                               | 貓                               | māo                      | 猫，貓 māo |
| 关                               | 關                               | guān                     | 关系，關系 guānxi 关上，關上 guānshàng |
| 没                               | 沒                               | méi                      | 没有，沒有 méi yǒu 老板还没来呢。 老板還沒來呢。 lǎobǎn hái méi lái ne (!!! sandhi tonale)                                                                                      |
| 苹                               | 蘋                               | píng                     | 苹果，蘋果 píngguǒ 苹果股份有限公司 蘋果股份有限公司 Píngguǒ gǔfèn yǒuxiàn gōngsī                                                                                               |
| 钱                               | 錢                               | qián                     | 付钱，付錢 fù qián 现钱，現錢 xiànqián |
| 请                               | 請                               | qǐng                     | 申请，申請 shēnqǐng 好朋友，我请你一杯热咖啡！ 好朋友，我請你一杯熱咖啡！ hǎo péngyou, wǒ qǐng nǐ yì bēi rè kāfēi! (!!! sandhi tonale)                                          |
| 热                               | 熱                               | rè                       | 热黑茶，熱黑茶 rè hēichá 热油，熱油 rè yóu |
| 认                               | 認                               | rèn                      | 认为，認為 rènwèi 认证，認証 rènzhèng |
| 识                               | 識                               | shi, shí                 | 认识，認識 rènshi 知识，知識 zhīshí |
| 谁                               | 誰                               | shéi, shuí (più rara)    | 那个人是谁？ 那個人是誰？nà ge rén shì shéi? 我也不知道这本意汉词典是谁的。 我也不知道這本意漢詞典是誰的。 wǒ yě bù zhīdào zhè běn yìhàn cídiǎn shì shéi de (!!! sandhi tonale) |
| 么                               | 麼                               | me                       | 要么，要麼 yàome 么么，麼麼 meme |
| 时                               | 時                               | shí                      | 什么时候，什麼時候 shénme shíhou 不时，不時 bùshí |
| 书                               | 書                               | shū                      | 书店，書店 shūdiàn 书面语，書面語 shūmiànyǔ |
| 觉                               | 覺                               | jué, jiào                | 觉得，覺得 juéde 睡觉，睡覺 shuì jiào |
| 说                               | 說                               | shuō                     | 说英语，說英語 shuō hànyǔ 瞎说，瞎說 xià shuō |
| 岁                               | 歲                               | suì                      | 两岁，兩歲 liǎng suì 孩子，你今年几岁了？ 孩子，你今年幾歲了？ háizi, nǐ jīnnián jǐ suì le?                                                                                     |
| 听                               | 聽                               | tīng                     | 听说，聽說 tīngshuō 打听，打聽 dǎtīng |
| 学                               | 學                               | xué                      | 学生，學生 xuéshēng 当代社会学，當代社會學 dāngdài shèhuìxué |
| 们                               | 們                               | men                      | 他们，他們 tāmen5 同学们好！同學們好！ tóngxuémen5 hǎo! |
| 欢                               | 歡                               | huān                     | 欢迎，歡迎 huānyíng 喜欢，喜歡 xǐhuān |
| 现                               | 現                               | xiàn                     | 现在，現在 xiànzài 现况，現況 xiànkuàng |
| 写                               | 寫                               | xiě                      | 写字台，寫字台 xiězìtái 写信，寫信 xiě xìn |
| 谢                               | 謝                               | xiè                      | 感谢，感謝 gǎnxiè 谢天谢地，謝天謝地 xiètiānxièdì |
| 习                               | 習                               | xí                       | 习近平，習近平 Xí Jìnpíng 习惯，習慣 xíguàn |
| 医                               | 醫                               | yī                       | 医院，醫院 yīyuàn 医生，醫生 yīshēng |
| 样                               | 樣                               | yàng                     | 怎么样，怎麼樣 zěnmeyàng 一样，一樣 yíyàng |
| 这                               | 這                               | zhè                      | 这两本书，這兩本書 zhè liǎng běn shū (!!! sandhi tonale) 这种批评，這種批評 zhè zhǒng pīpíng (!!! "zhèi", fusione colloquiale di 这 e 一, di solito si scrive a priori 這)      |
| 国                               | 國                               | guó                      | 泰国，泰國 Tàiguó 韩国，韓國 Hánguó |
| 帮                               | 幫                               | bāng                     | 帮助，幫助 bāngzhù |
| 报                               | 報                               | bào                      | 报告，報告 bàogào |
| 纸                               | 紙                               | zhǐ                      | 报纸，報紙 bàozhǐ |
| 宾                               | 賓                               | bīn                      | 宾士，賓士 bīnshì |
| 馆                               | 館                               | guǎn                     | 博物馆，博物館 bówùguǎn |
| 长                               | 長                               | cháng                    | 很长时间，很長時間 hěn cháng shíjiān |
| 从                               | 從                               | cóng                     | 服从命令，服從命令 fùcóng mìnglíng |
| 错                               | 錯                               | cuò                      | 错字，錯字 cuò zì |
| 篮                               | 籃                               | lán                      | 篮球比赛，籃球比賽 lánqiú bǐsài |
| 务                               | 務                               | wù                       | 任务，任務 rénwù |
| 员                               | 員                               | yuán                     | 管理员，管理員 guǎnlǐyuán (!!! sandhi tonale) |
| 诉                               | 訴                               | sù                       | 告诉，告訴 gàosù |
| 给                               | 給                               | gěi                      | 给，給 gěi |
| 车                               | 車                               | chē                      | 卡车，卡車 kǎchē |
| 贵                               | 貴                               | guì                      | 宝贵，寶貴 bǎoguì |
| 过                               | 過                               | guò, guo                 | 通过，通過 tōngguò 学过，學過 xué guo |
| 远                               | 還                               | yuǎn                     | 遥远，遙遠 yǎoyuǎn (!!! sandhi tonale) |
| 红                               | 紅                               | hóng                     | 红唇，紅唇 hóngchǔn |
| 场                               | 場                               | chǎng                    | 两场雪，兩場雪 liǎng chǎng xuě (!!! sandhi tonale) |
| 难                               | 難                               | nán                      | 难点，難點 nándiǎn |
| 绍                               | 紹                               | shào                     | 介绍，介紹 jièshào |
| 进                               | 進                               | jìn                      | 附近，附近 fùjìn |
| 试                               | 試                               | shì                      | 考试，考試 kǎoshì |
| 课                               | 課                               | kè                       | 两节课，兩節課 liǎng jié kè |
| 乐                               | 樂                               | yuè, lè                  | 音乐，音樂 yīnyuè 快乐，快樂 kuàilè |
| 离                               | 離                               | lǐ                       | 离开，離開 líkāi |
| 两                               | 兩                               | liáng                    | 两只狗，兩隻狗 liǎng zhī gǒu |
| 卖                               | 賣                               | mài                      | 卖国，賣國 mài guó |
| 门                               | 門                               | mén                      | 门口，門口 ménkǒu |
| 条                               | 條                               | tiáo                     | 两条狗，兩條狗 liǎng tiáo gǒu |
| 边                               | 邊                               | biān                     | 这边，這邊 zhèbian5 |
| 铅                               | 鉛                               | qiāng                    | 铅笔，鉛筆 qiānbǐ |
| 笔                               | 筆                               | bǐ                       | 毛笔，毛筆 máobǐ |
| 让                               | 讓                               | ràng                     | 让他休息几分钟吧！ 讓他休息幾分鐘吧！ràng tā xiūxi jǐ fēnzhōng ba! |
| 体                               | 體                               | tǐ                       | 体制，體制 tǐzhì |
| 虽                               | 雖                               | suì                      | 虽说，雖説 suīshuō |
| 题                               | 題                               | tí                       | 问题，問題 wèntí |
| 为                               | 為                               | wèi, wéi                 | 为什么，爲什麽 wèishénme 以中国文化为主，以西方技术为辅 以中國文化為主，以西方技術為輔 yǐ Zhōngguó wénhuà wéi zhǔ, yǐ xīfāng jìshù wéi fǔ                                       |
| 问                               | 問                               | wèn                      | 问好，問好 wèn hǎo |
| 颜                               | 顏                               | yán                      | 颜色，顔色 yánsè |
| 药                               | 藥                               | yāo                      | 药水，藥水 yāoshuǐ |
| 经                               | 經                               | jīng                     | 已经，已經 yǐjīng |
| 阴                               | 陰                               | yīn                      | 阴阳论，陰陽論 YīnYánglùn |
| 鱼                               | 魚                               | yú                       | 两条鱼，兩條魚 liǎng tiáo yú |
| 运                               | 運                               | yùn                      | 幸运，幸運 xìngyùn |
| 动                               | 動                               | dòng                     | 运动，運動 yùndòng |
| 着                               | 著                               | zhe, zháo                | 校门开着，校門開著 xiàomén kāi zhe. 我房子着火啦！我房子着火啦！wǒ fángzi zháo huǒ la!                                                                                          |
| 备                               | 備                               | bèi                      | 准备，準備 zhǔnbèi |
| 静                               | 靜                               | jìng                     | 安静，安靜 ānjìng |
| 办                               | 辦                               | bàn                      | 办法，辦法 bànfá |
| 饱                               | 飽                               | bǎo                      | 吃饱，吃飽 chībǎo |
| 饥                               | 飢                               | jī                       | 饥饿，飢餓 jīě (!!! con il sistema cifra-tono, l'apostrofo non è strettamente necessario perché la cifra funge da separatore tra le due vocali)                                 |
| 较                               | 較                               | jiào                     | 比较，比較 bǐjiào |
| 变                               | 變                               | biàn                     | 变化，變化 biànhuà |
| 别                               | 別                               | bié                      | 别人，別人 biérén |
| 单                               | 單                               | dān                      | 菜单，菜單 càidān |
| 参                               | 參                               | cān                      | 参加，參加 cānjiā |
| 层                               | 層                               | céng                     | 层楼，層樓 cénglóu |
| 衬                               | 襯                               | chèn                     | 衬衫，襯衫 chènshān |
| 绩                               | 績                               | jì                       | 成绩，成績 chéngjì |
| 迟                               | 遲                               | chí                      | 迟到，遲到 chídào |
| 词                               | 詞                               | cí                       | 词典，詞典 cídiǎn |
| 扫                               | 掃                               | sǎo                      | 打扫，打掃 dǎsǎo (!!! sandhi tonale) |
| 带                               | 帶                               | dài                      | 带来，帶來 dàilái |
| 担                               | 擔                               | dān                      | 担心，擔心 dānxīn |
| 当                               | 當                               | dāng, dàng               | 当然，當然 dāngrán 当天，當天 dàngtiān |
| 签                               | 簽                               | qiān                     | 签证，簽證 qiānzhèng |
| 证                               | 證                               | zhèng                    | 保证，保證 bǎozhèng |
| 铁                               | 鐵                               | tiě                      | 地铁，地鐵 dìtiě |
| 图                               | 圖                               | tú                       | 地图，地圖 dìtú |
| 邮                               | 郵                               | yóu                      | 邮票，郵票 yóupiào |
| 锻                               | 鍛                               | duàn                     | 锻炼，鍛煉 duànliàn |
| 炼                               | 煉                               | liàn                     | 教练员，教練員 jiàoliànyuán |
| 发                               | 發                               | fā                       | 发言人，發言人 fāyánrén |
| 发                               | 髮                               | fā, fa                   | 理发店，理髮店 lǐfàdiàn 头发，頭髮 tóufa |
| 头                               | 頭                               | tóu                      | 头疼，頭疼 tóuténg |
| 烧                               | 燒                               | shāo                     | 发烧，發燒 fāshāo |
| 复                               | 復                               | fù                       | 复习，復習 fùxí |
| 据                               | 據                               | jù                       | 根据，根據 gēnjù |
| 园                               | 園                               | yuán                     | 公园，公園 gōngyuán |
| 风                               | 風                               | fēng                     | 中风，中風 zhòngfēng (!!! 中 in altri contesti si pronuncia zhōng) |
| 刮                               | 颳                               | gu¯                      | 刮风，颳風 guā fēng |
| 于                               | 於                               | yú                       | 关于，關於 guānyú |
| 还                               | 還                               | hái                      | 还是，還是 háishì |
| 护                               | 護                               | hù                       | 护照，護照 hùzhào |
| 画                               | 畫                               | huà                      | 画画儿，畫畫兒 huà huàr |
| 坏                               | 壞                               | huài                     | 破坏，破壞 pòhuài |
| 环                               | 環                               | huán                     | 环境，環境 huánjìng |
| 还                               | 還                               | huàn                     | 还钱，還錢 huàn qián |
| 黄                               | 黃                               | huáng                    | 黄河，黃河 Huáng hé |
| 极                               | 極                               | jí                       | 极了，極了 jíle |
| 节                               | 節                               | jié                      | 节日，節日 jiérì |
| 检                               | 檢                               | jiǎn                     | 检查，檢查 jiǎnchá |
| 体                               | 體                               | tǐ                       | 体制，體制 tǐzhì |
| 讲                               | 講                               | jiǎng                    | 讲话，講話 jiǎng huà |
| 脚                               | 腳                               | jiǎo                     | 脚跟，腳跟 jiǎogēn |
| 决                               | 決                               | jué                      | 决定，決定 juédìng |
| 旧                               | 舊                               | jiù                      | 破旧，破舊 pòjiù |
| 调                               | 調                               | tiáo                     | 空调，空調 kōngtiáo |
| 裤                               | 褲                               | kù                       | 裤子，褲子 kùzi |
| 历                               | 歷                               | lì                       | 历史，歷史 lìshǐ |
| 脸                               | 臉                               | liǎn                     | 脸上，臉上 liǎn shǎng |
| 辆                               | 輛                               | liàng                    | 车辆，車輛 chēliàng |
| 邻                               | 鄰                               | lín                      | 邻居，鄰居 línjū |
| 楼                               | 樓                               | lóu                      | 摩天大楼，摩天大樓 mòtiāndàlóu |
| 鸟                               | 鳥                               | niǎo                     | 鸟，鳥 niǎo |
| 盘                               | 盤                               | pán                      | 光盘，光盤 guāngpán |
| 实                               | 實                               | shí                      | 实在，實在 shízài |
| 骑                               | 騎                               | qí                       | 骑摩托车，騎摩托車 qí mótuōchē |
| 热                               | 熱                               | rè                       | 热天气，熱天氣 rè tiānqì |
| 伞                               | 傘                               | sǎn                      | 雨伞，雨傘 yǔsǎn (!!! sandhi tonale) |
| 网                               | 網                               | wǎng                     | 在网上，在網上 zài wǎng shàng |
| 试                               | 試                               | shì                      | 口试，口試 kǒushì |
| 声                               | 聲                               | shēng                    | 声音，聲音 shēngyīn |
| 树                               | 樹                               | shù                      | 一棵树，一棵樹 yī kè shù |
| 双                               | 雙                               | shuàng                   | 一双皮鞋，一雙皮鞋 yì shuāng píxié |
| 毕                               | 畢                               | bì                       | 毕业，畢業 bì yè |
| 业                               | 業                               | yè                       | 服务业，服務業 fúwùyè |
| 标                               | 標                               | biāo                     | 目标，目標 mùbiāo 标准，標準 biāozhǔn |
| 扬                               | 揚                               | yáng                     | 表扬，表揚 biǎoyáng |
| 赞                               | 贊                               | zǎn                      | 赞扬，贊揚 zǎnyáng |
| 干                               | 乾                               | gān                      | 饼干，餅乾 bǐngān |
| 饼                               | 餅                               | bǐng                     | 月饼，月餅 yuèbǐng |
| 仅                               | 僅                               | jǐn                      | 不仅，不僅 bùjín 仅仅，僅僅 jǐnjǐn (!!! sandhi tonale) |
| 厅                               | 廳                               | tīng                     | 餐厅，餐廳 cāntīng 客厅，客廳 kètīng |
| 诚                               | 誠                               | chéng                    | 诚实，誠實 chéngshí |
| 钞                               | 鈔                               | chō                      | 钞票，鈔票 chāopiào 假钞，假鈔 jiǎchāo |
| 惊                               | 驚                               | jìng                     | 吃惊，喫驚 chī jìng |
| 册                               | 冊                               | cè                       | 地图册，地圖冊 dìtúcè 册子，冊子 cèzi |
| 厨                               | 厨                               | chú                      | 厨房，厨房 chúfáng 厨师，厨師 chúshī |
| 误                               | 誤                               | wù                       | 错误，錯誤 cuòwù |
| 扰                               | 擾                               | rǎo                      | 打扰，打擾 dǎrǎo (!!! sandhi tonale) |
| 针                               | 對                               | zhēn                     | 打针，打針 dǎ zhēn 针对性，針對性 zhēnduìxìng |
| 约                               | 約                               | yuē                      | 大约，大約 dàyuē |
| 导                               | 導                               | dǎo                      | 导游，導游 dǎoyóu |
| 处                               | 處                               | chù                      | 到处，到處 dàochù 别处，別處 biéchù |
| 丢                               | 丟                               | diū                      | 丢钱包，丟錢包 diū qiánbāo 丢信用卡，丟信用卡 diū xìnyòngkǎ |
| 译                               | 譯                               | yì                       | 翻译，翻譯 fānyì |
| 恼                               | 惱                               | nǎo                      | 烦恼，煩惱 fànnǎo |
| 弃                               | 棄                               | qì                       | 放弃，放棄 fàngqì |
| 松                               | 鬆                               | sōng                     | 放松，放鬆 fàngsōng (attento 一棵松樹) |
| 则                               | 則                               | zé                       | 否则，否則 fǒuzé |
| 亲                               | 親                               | qīn                      | 父亲，父親 fùqīn 亲戚，親戚 qīnqī |
| 责                               | 責                               | zé                       | 负责，負責 fùzé |
| 复                               | 複                               | fù                       | 复印，複印 fùyìn (diverso da 復習 fùxí: 復 "ripassare" vs 複 "fotocopiare/duplicare")                                                                                           |
| 赶                               | 趕                               | gǎn                      | 赶到，趕到 gǎndào |
| 干                               | 幹                               | gān                      | 干活儿，幹活兒 gān huór (non ha carattere uguale a 餅乾 bǐnggān: 幹 "secchezza" <del cibo cotto> vs 乾 "fare")                                                                  |
| 刚                               | 剛                               | gāng                     | 刚才，剛才 gāngcái 刚刚，剛剛 gānggāng |
| 钢                               | 鋼                               | gāng                     | 钢厂，鋼廠 gāngchán 钢材，鋼材 gāngcái |
| 资                               | 資                               | zī                       | 工资，工資 gōngzī 资本，資本 zībén |
| 购                               | 購                               | gǒu                      | 购物，購物 gǒu wù 选购，選購 xuǎngǒu (!!! sandhi tonale) |
| 选                               | 選                               | xuǎn                     | 选择，選擇 xuǎnzé 挑选，挑選 tiàoxuǎn |
| 够                               | 夠                               | gòu                      | 能够，能夠 nénggòu |
| 计                               | 計                               | jì                       | 估计，估計 gūjì |
| 键                               | 鍵                               | jiàn                     | 关键，關鍵 guānjiàn |
| 广                               | 廣                               | cháng                    | 广告，廣告 guǎnggào 广场，廣場 guǎngchǎng (!!! sandhi tonale) |
| 规                               | 規                               | guī                      | 规定，規定 guīdìng 规划，規劃 guīhuà |
| 际                               | 際                               | jì                       | 国际，國際 guójì |
| 联                               | 聯                               | liàn                     | 联系，聯係 liánxì |
| 怀                               | 懷                               | huái                     | 怀疑，懷疑 huáiyí 怀孕，懷孕 huáiyùn |
| 忆                               | 憶                               | yì                       | 回忆，回憶 huíyì |
| 泼                               | 潑                               | po                       | 活泼，活潑 huópo |
| 获                               | 獲                               | huò                      | 获得，獲得 huòdé |
| 积                               | 積                               | jī                       | 面积，面積 miànjī 积极，積極 jījí |
| 础                               | 礎                               | chǔ                      | 基础，基礎 jīchǔ |
| 划                               | 劃                               | huà                      | 计划，計劃 jìhuà |
| 饺                               | 餃                               | jiǎo                     | 饺子，餃子 jiǎozi 水饺，水餃 shuǐjiǎo (!!! sandhi tonale) |
| 馒                               | 饅                               | mán                      | 馒头，饅頭 mántou |
| 艺                               | 藝術                             | yì                       | 艺术，藝術 yìshù |
| 继                               | 繼                               | jì                       | 继续，繼續 jìxù |
| 续                               | 續                               | xù                       | 持续，持續 chíxù |
| 坚                               | 堅                               | jiān                     | 坚持，堅持 jiānchí 坚冰，堅冰 jiānbìng |
| 减                               | 減                               | jiǎn                     | 减少，減少 jiǎnshǎo (!!! sandhi tonale) 减肥，減肥 jiǎn féi |
| 奖                               | 獎                               | jiǎng                    | 奖金，獎金 jiǎngjīn 大奖，大獎 dàjiǎng |
| 将                               | 將                               | jiāng                    | 将来，將來 jiānglái |
| 区                               | 區                               | qū                       | 郊区，郊區 jiāoqū 山区，山區 shānqū |
| 骄                               | 驕                               | jiāo                     | 骄傲，驕傲 jiāoào |
| 懒                               | 懶                               | lǎn                      | 睡懒觉，睡懶覺 shuìlǎnjiào |
| 费                               | 費                               | fèi                      | 浪费，浪費 làngfèi 学费，學費 xuéfèi |
| 厉                               | 厲                               | lì                       | 厉害，厲害 lìhai |
| 俩                               | 倆                               | liǎ                      | 他们俩，他們倆 tāmen5 liǎ 咱（们）俩，咱（們）倆 zán(men5) liǎ |
| 连                               | 連                               | lián                     | 大连市，大連市 Dàlián shì |
| 凉                               | 涼                               | liáng                    | 凉快，涼快 láingkuai |
| 乱                               | 亂                               | luàn                     | 乱七八糟，亂七八糟 luànqībāzāo |
| 丽                               | 麗                               | lì                       | 美丽，美麗 měilì |
| 梦                               | 夢                               | mèng                     | 好梦，好夢 hǎomèng 噩梦，噩夢 èmèng |
| 内                               | 內                               | nèi                      | 以内，以內 (oppure non varia: 以内 ) yǐnèi |
| 龄                               | 齡                               | líng                     | 年龄，年齡 niánlíng |
| 尔                               | 爾                               | ěr                       | 偶尔，偶爾 ǒuěr (!!! sandhi tonale) |
| 队                               | 隊                               | duì                      | 排队，排隊 páiduì 足球隊，足球隊 zúqiúsài |
| 断                               | 斷                               | duàn                     | 判断，判斷 pànduàn |
| 评                               | 評                               | píng                     | 批评，批評 pīpíng 评论，評論 pínglùn |
| 肤                               | 膚                               | fū                       | 皮肤，皮膚 pífū |
| 骗                               | 騙                               | piàn                     | 骗子，騙子 piànzi 骗人，騙人 piàn rén |
| 桥                               | 橋                               | qiáo                     | 桥梁，橋梁 qiáoliáng 汉语桥比赛，漢語橋比賽 Hànyǔqiáo bǐsài |
| 轻                               | 輕                               | qīng                     | 年轻，年輕 niánqīng |
| 况                               | 況                               | kuàng                    | 况且，況且 kuàngqiě 情况，情況 qíngkuàng |
| 贫                               | 貧                               | pín                      | 贫富，貧富 pínfù |
| 穷                               | 窮                               | qióng                    | 贫穷，貧窮 pínqióng |
| 确                               | 確                               | què                      | 准确，準確 zhǔnquè 确实，確實 quèshí |
| 闹                               | 鬧                               | nao                      | 热闹，熱鬧 rènao |
| 伤                               | 傷                               | shāng                    | 伤心，傷心 shāngxīn 擦伤，擦傷 cāshāng |
| 败                               | 敗                               | bài                      | 失败，失敗 shībài |
| 货                               | 貨                               | huò                      | 货物，貨物 huòwù 售货员，售貨員 hòuhuòyuán |
| 输                               | 輸                               | shū                      | 输钱，輸錢 shū qián |
| 数                               | 數                               | shù                      | 数量，數量 shùliàng 数学，數學 shùxué |
| 顺                               | 順                               | shùn                     | 顺序，順序shùnxù 顺利，順利 shùnlì |
| 随                               | 隨                               | suí                      | 随便，隨便 suíbiàn |
| 孙                               | 孫                               | sūn                      | 孙子，孫子 sūnzi 孙中山，孫中山 Sūn Zhōngshān |
| 屿                               | 嶼                               | yǔ                       | 岛屿，島嶼 dǎoyǔ (!!! sandhi tonale) |
| 岛                               | 島                               | dǎo                      | 群岛，群島 qúndǎo 半岛，半島 bàndǎo |
| 台                               | 臺                               | tái                      | 台湾岛，臺灣島 Táiwān dǎo 台北市，臺北市 Táiběi shì |
| 湾                               | 灣                               | wān                      | 海湾，海灣 hǎiwān 东京湾，東京灣 Dōngjīng wān |
| 态                               | 態                               | tài                      | 态度，態度 tàidù |
| 弹                               | 彈                               | tán                      | 弹电吉他，彈電吉他 tán diànjítā 弹钢琴，彈鋼琴 tán gāngqín |
| 汤                               | 湯                               | tāng                     | 酸辣汤，酸辣湯 suānlàtāng 鱼汤，魚湯 yútāng |
| 鸡                               | 鷄                               | jī                       | 雄鸡，雄鷄 xióngjī 鸡蛋汤，鷄蛋湯 jīdàntāng |
| 讨                               | 討                               | tǎo                      | 讨论，討論 tǎolùn |
| 厌                               | 厭                               | yàn                      | 讨厌，討厭 tǎoyàn |
| 脱                               | 脫                               | tuō                      | 脱裤子，脫褲子 tuō kùzi |
| 袜                               | 襪                               | wà                       | 袜子，襪子 wàzi |
| 险                               | 險                               | xiǎn                     | 危险，危險 wēixiǎn 保险，保險 bāoxiǎn |
| 无                               | 無                               | wú                       | 无中生有的，無中生有的 wúzhōngshēngyǒu de 无聊，無聊 wúliáo |
| 咸                               | 鹹                               | xián                     | 咸水，鹹水 xiánshuǐ |
| 详                               | 詳                               | xiáng                    | 详细，詳細 xiángxì |
| 细                               | 細                               | xì                       | 细雨，細雨 xìyǔ |
| 奋                               | 奮                               | fèn                      | 奋斗，奮鬥 fěndǒu |
| 斗                               | 鬥                               | dǒu                      | 战斗，戰鬥 zhàndǒu |
| 战                               | 戰                               | zhàn                     | 挑戰，挑戰 tiào zhàn 战车，戰車 zhànchē |
| 许                               | 許                               | xǔ                       | 许多，許多 xǔduō |
| 压                               | 壓                               | yā                       | 压力，壓力 yālì |
| 亚                               | 亞                               | yà                       | 亚洲，亞洲 Yàzhōu |
| 严                               | 嚴                               | yán                      | 严重，嚴重 yánzhòng 严峻，嚴峻 yánsù |
| 盐                               | 鹽                               | yán                      | 盐湖，鹽湖 yánhú |
| 养                               | 養                               | yǎng                     | 养成，養成 yǎngchéng |
| 钥                               | 鑰                               | yào                      | 钥匙，鑰匙 yàoshi |
| 页                               | 頁                               | yè                       | 首页，首頁 shǒuyè 尾页，尾頁 wěiyè |
| 术                               | 術                               | shù                      | 技术，技術 jìshù 术语，術語 shùyǔ |
| 议                               | 議                               | yì                       | 会议，會議 huìyì |
| 赢                               | 贏                               | yíng                     | 赢利，贏利 yínglì (sinonimo di 盈利 yínglì) |
| 优                               | 優                               | yōu                      | 优化，優化 yōuhuà 优点，優點 yōudiǎn |
| 谊                               | 誼                               | yì                       | 友谊，友誼 yǒuyì |
| 与                               | 與                               | yǔ                       | 与，與 yǔ |
| 预                               | 預                               | yù                       | 预习，預習 yùxí 预报，預報 yùbào |
| 阅                               | 閲                               | yuè                      | 阅读，閲讀 yuèdú |
| 云                               | 雲                               | yún                      | 黑云，黑雲 hēiyún 幸运，幸運 xìngyùn |
| 暂                               | 暫                               | zàn                      | 暂时，暫時 zànshí |
| 杂                               | 雜                               | zá                       | 杂志，雜志 zázhì 复杂，複雜 fùzá |
| 脏                               | 髒                               | zāng                     | 弄脏，弄髒 nòngzāng |
| 责                               | 責                               | zé                       | 责任感，責任感 zèréngǎn |
| 线                               | 綫                               | xiàn                     | 占线，占綫 zhànxiàn 路线，路綫 lùxiàn |
| 围                               | 圍                               | wéi                      | 周围，周圍 zhōuwéi |
| 贺                               | 賀                               | hè                       | 祝贺，祝賀 zhùhè |
| 专                               | 專                               | zhuān                    | 专业，專業 zhuānyè 专家，專家 zhuānjiā |
| 转                               | 轉                               | zhuǎn                    | 转告，轉告 zhuǎngào |
| 赚                               | 賺                               | zhuàn                    | 赚钱 ，賺錢 zhuàn qián (sinonimo di 挣钱 zhèng qián anche se non necessariamente sinonimo di 发财 fācái)                                                                        |
| 结                               | 結                               | jié                      | 结婚，結婚 jié hūn 结论，結論 jiělùn |